# Marathon van Milaan

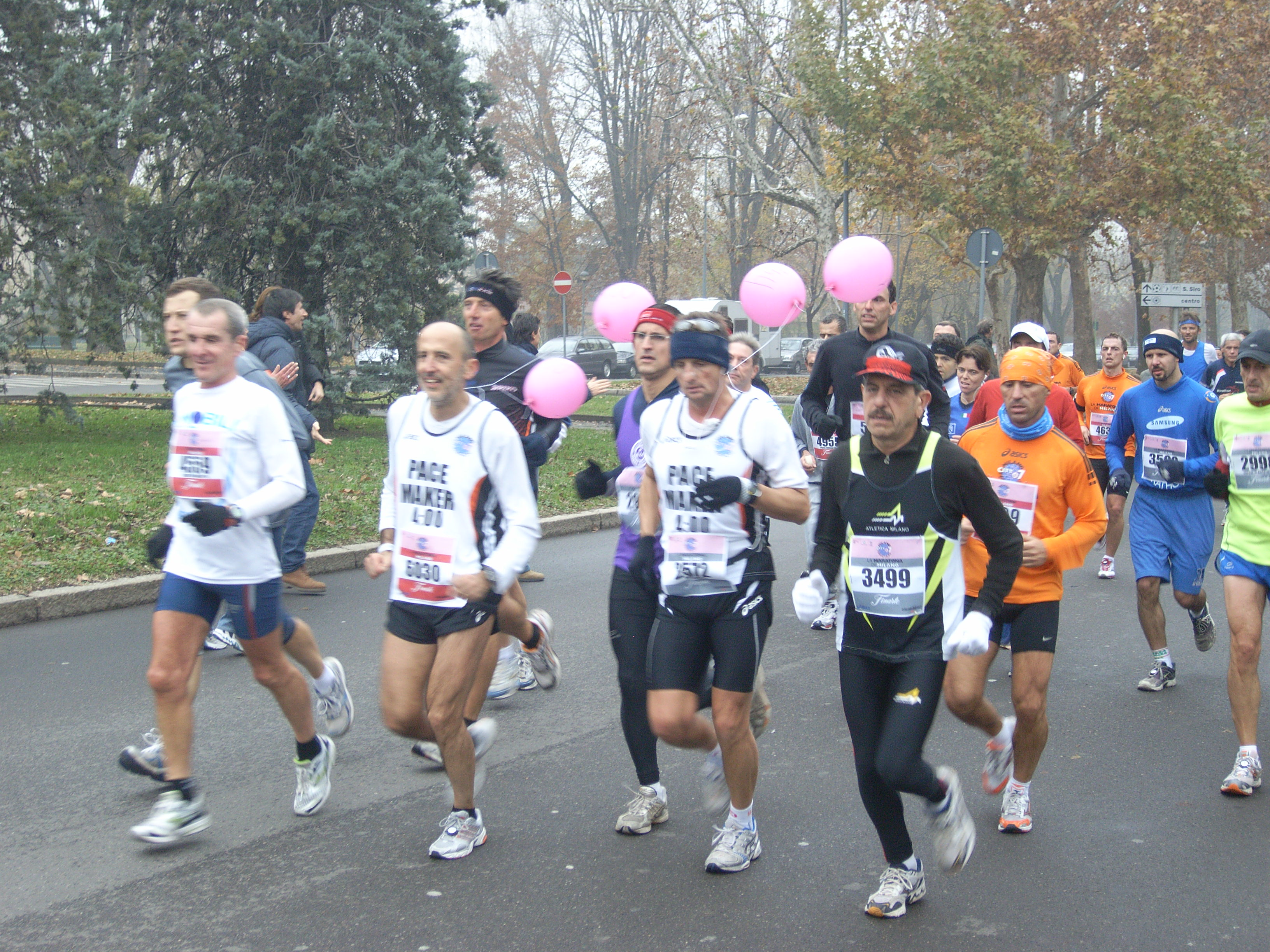
De marathon in 2007.

De Marathon van Milaan is een marathon, die jaarlijks in april in Milaan wordt gehouden. Het evenement werd voor het eerst in 2000 georganiseerd.
In 2009 werd de marathon niet gelopen en verplaatst naar april 2010. Er werden toen een marathon, halve marathon en aflossingsmarathon gehouden. De verplaatsing naar april 2010 bleek populair: 7.213 mensen deden aan de marathon mee. In 2014 was het evenement tevens het toneel van het Italiaans kampioenschap op de marathon.
De halve marathon van Milaan is een andere wedstrijd en wordt eveneens gelopen in april.
De tijdmeting vindt plaats met de ChampionChip.

## Uitslagen
| Editie | Jaar             | Mannen                                  | Nationaliteit                           | Tijd                                    | Vrouwen                                 | Nationaliteit                           | Tijd                                    |
| ------ | ---------------- | --------------------------------------- | --------------------------------------- | --------------------------------------- | --------------------------------------- | --------------------------------------- | --------------------------------------- |
| 22     | 2 april 2023     | Kwemoi Andrew Rotich                    | Oeganda                                 | 2:07.14                                 | Cherop Sharon Jemutai                   | KEN                                     | 2:26.13                                 |
| 21     | 3 april 2022     | Titus Kipruto                           | KEN                                     | 2:05.05                                 | Vivian Kiplagat Jerono                  | KEN                                     | 2:20.18                                 |
| 20     | 16 mei 2021      | Reuben Kipyego                          | KEN                                     | 2:03.55                                 | Hiwot Gebrekidan                        | KEN                                     | 2:19.35                                 |
|        | 5 april 2020     | Afgelast omwille van de corona-pandemie | Afgelast omwille van de corona-pandemie | Afgelast omwille van de corona-pandemie | Afgelast omwille van de corona-pandemie | Afgelast omwille van de corona-pandemie | Afgelast omwille van de corona-pandemie |
| 19     | 7 april 2019     | Titus Ekiru                             | KEN                                     | 2:04.46                                 | Vivian Kiplagat Jerono                  | KEN                                     | 2:22.25                                 |
| 18     | 8 april 2018     | Seifu Abdiwak Tura                      | ETH                                     | 2:09.04                                 | Vivian Kiplagat Jerono                  | KEN                                     | 2:27.08                                 |
| 17     | 2 april 2017     | Edwin Koech Kipngetich                  | KEN                                     | 2:07.13                                 | Sheila Chepkoech                        | KEN                                     | 2:29.52                                 |
| 16     | 3 april 2016     | Ernest Ngeno                            | KEN                                     | 2:08.15                                 | Brigid Kosgei                           | KEN                                     | 2:27.45                                 |
| 15     | 12 april 2015    | Kenneth Mburu Mungara                   | KEN                                     | 2:08.44                                 | Lucy Karimi                             | KEN                                     | 2:27.35                                 |
| 14     | 6 april 2014     | Francis Kiprop                          | KEN                                     | 2:08.53                                 | Visiline Jepkesho                       | KEN                                     | 2:28.40                                 |
| 13     | 7 april 2013     | Worku Biru Gemenchu                     | ETH                                     | 2:09.25                                 | Monica Jepkoech                         | KEN                                     | 2:32.54                                 |
| 12     | 15 april 2012    | Daniel Kiprugut Too                     | KEN                                     | 2:08.39                                 | Irene Jerotich Kosgei                   | KEN                                     | 2:31.07                                 |
| 11     | 10 april 2011    | Solomon Bushendich                      | KEN                                     | 2:10.38                                 | Marcella Mancini                        | ITA                                     | 2:41.24                                 |
| 10     | 11 april 2010    | Jafred Chirchir Kipchumba               | KEN                                     | 2:09.15                                 | Asnakech Mengistu                       | ETH                                     | 2:25.50                                 |
|        | 2009             | Niet gehouden                           | Niet gehouden                           | Niet gehouden                           | Niet gehouden                           | Niet gehouden                           | Niet gehouden                           |
| 9      | 23 november 2008 | Duncan Kibet                            | KEN                                     | 2:07.53                                 | Anna Incerti                            | ITA                                     | 2:27.42                                 |
| 8      | 2 december 2007  | Evans Cheruiyot                         | KEN                                     | 2:09.16                                 | Pamela Chepchumba                       | KEN                                     | 2:25.36                                 |
| 7      | 8 oktober 2006   | Benson Cherono                          | KEN                                     | 2:07.58                                 | Askale Tafa                             | ETH                                     | 2:27.57                                 |
| 6      | 4 december 2005  | Hélder Ornelas                          | POR                                     | 2:10.00                                 | Hellen Kimutai                          | KEN                                     | 2:28.49                                 |
| 5      | 28 november 2004 | Daniel Cheribo                          | KEN                                     | 2:08.38                                 | Rita Jeptoo                             | KEN                                     | 2:28.11                                 |
| 4      | 30 november 2003 | John Birgen                             | KEN                                     | 2:09.08                                 | Anne Jelagat                            | KEN                                     | 2:29.23                                 |
| 3      | 1 december 2002  | Robert Kipkoech Cheruiyot               | KEN                                     | 2:08.59                                 | Margaret Okayo                          | KEN                                     | 2:24.59                                 |
| 2      | 2 december 2001  | John Nada Saya                          | TAN                                     | 2:08.57                                 | Alice Chelangat                         | KEN                                     | 2:26.36                                 |
| 1      | 3 december 2000  | Simon Biwott                            | KEN                                     | 2:09.00                                 | Lucilla Andreucci                       | ITA                                     | 2:29.43                                 |

2000 ·
2001 ·
2002 ·
2003 ·
2004 ·
2005 ·
2006 ·
2007 ·
2008 ·
2009 ·
2010 ·
2011 ·
2012 ·
2013 ·
2014 ·
2015 ·
2016 ·
2017
1. ↑  Na de diskwalifatie van Titus Ekiru